# Astacotettix-unav lingulata
Astacotettix-unav lingulata är en insektsart som beskrevs av Rauno E. Linnavuori 1956. Astacotettix-unav lingulata ingår i släktet Astacotettix-unav och familjen dvärgstritar. Inga underarter finns listade i Catalogue of Life.